# Châteaubourg (Ille-et-Vilaine)
Châteaubourg (bret. Kastell-Bourc'h) – miejscowość i gmina we Francji, w regionie Bretania, w departamencie Ille-et-Vilaine.
Według danych na rok 1990 gminę zamieszkiwało 4056 osób, a gęstość zaludnienia wynosiła 142 osoby/km² (wśród 1269 gmin Bretanii Châteaubourg plasuje się na 116. miejscu pod względem liczby ludności, natomiast pod względem powierzchni na miejscu 303.).